# 調理技術技能センター
公益社団法人調理技術技能センター（ちょうりぎじゅつぎのうセンター）は、厚生労働大臣の委託を受けて調理技術・技能の評価に関する業務（国家試験「調理技術技能評価試験」）や調理師試験の指定試験機関として各都県からの委任を受け調理師試験に関する業務等を実施している公益法人。元厚生労働省所管。1982年（昭和57年）設立。

## 概要
- 所在：東京都中央区日本橋堀留町2丁目8番5号　JACCビル5階
- 理事長：宇都宮 久俊（公益社団法人全日本司厨士協会会長）

## 事業
- 調理技術技能評価試験の実施。
- 調理師試験の実施（青森県・宮城県・秋田県・福島県・茨城県・埼玉県・東京都・新潟県・富山県・石川県・福井県・岐阜県・愛知県・三重県・鳥取県・島根県・岡山県・広島県・香川県・高知県・福岡県・佐賀県・長崎県・熊本県・大分県・宮崎県・鹿児島県より委任を受け、行っている）